# Сталь, Карл Густавович
Барон Карл Густавович Стааль (1-й; также Стааль, Шталь; 1777—1853) — генерал от кавалерии русской императорской армии, участник трёх войн, комендант Московского Кремля.

## Биография
Из остзейского дворянства. Родился 30 августа (10 сентября) 1777 года в Раппельской волости, в имении Кеденпе. Военную службу начал при императрице Екатерине II, под начальством Суворова. В 1785 году он, ещё ребёнком, был записан прапорщиком лейб-гвардии Преображенского полка. В 1796 году, всего 19 лет от роду, уже был капитаном и поступил в Переяславский конно-егерский полк, а в следующем году, по расформировании полка, перешёл в Каргопольский драгунский, шефом которого состоял его отец.
Боевое поприще Сталя началось в 1799 году, в войне с французами на территориях Австрии и Швейцарии. В 1805 году он участвовал в сражениях при Аустерлице и при Фридланде; а в 1806—1807 гг. его военные заслуги обратили на себя внимание императора Александра I. В сражении при Пултуске майор Каргопольского драгунского полка Карл Сталь по приказанию шефа полка генерал-майора барона Фёдора Меллер-Закомельского возглавил 2 эскадрона полка, посланные Беннигсеном — совместно с лейб-кирасирами Его Величества под командованием генерал-майора Кожина — для облегчения участи войск Багговута, оборонявших Пултуск. Воспользовавшись начинающейся метелью, лейб-кирасиры и каргопольцы атаковали во фланг ближайшую к ним французскую пехотную колонну, разбив и рассеяв её полностью. 300 французов были захвачены в плен. В атаке лошадь под Сталем была убита, труп придавил ему ногу — и он был бы заколот французскими стрелками, если бы не подоспевшие его подчинённые-солдаты, перерубившие французов и освободившие своего командира. С тех пор Сталь, прежде бывший к нижним чинам строгим до жестокости, полностью переменился, никогда не позволяя наказывать солдат телесно, и даже сожалел о прошлых наказаниях. Рескриптом от 8 января 1807 года майор Сталь был награждён орденом Св. Георгия 4-й степени за сражение при Пултуске, где,
ударив храбро и неустрашимо командуемыми им двумя эскадронами на неприятеля, поражал его и способствовал победе.
За то же дело Сталь получил рескрипт и орден «За заслуги» («Orden fürs Verdienst») от короля прусского Фридриха Вильгельма.

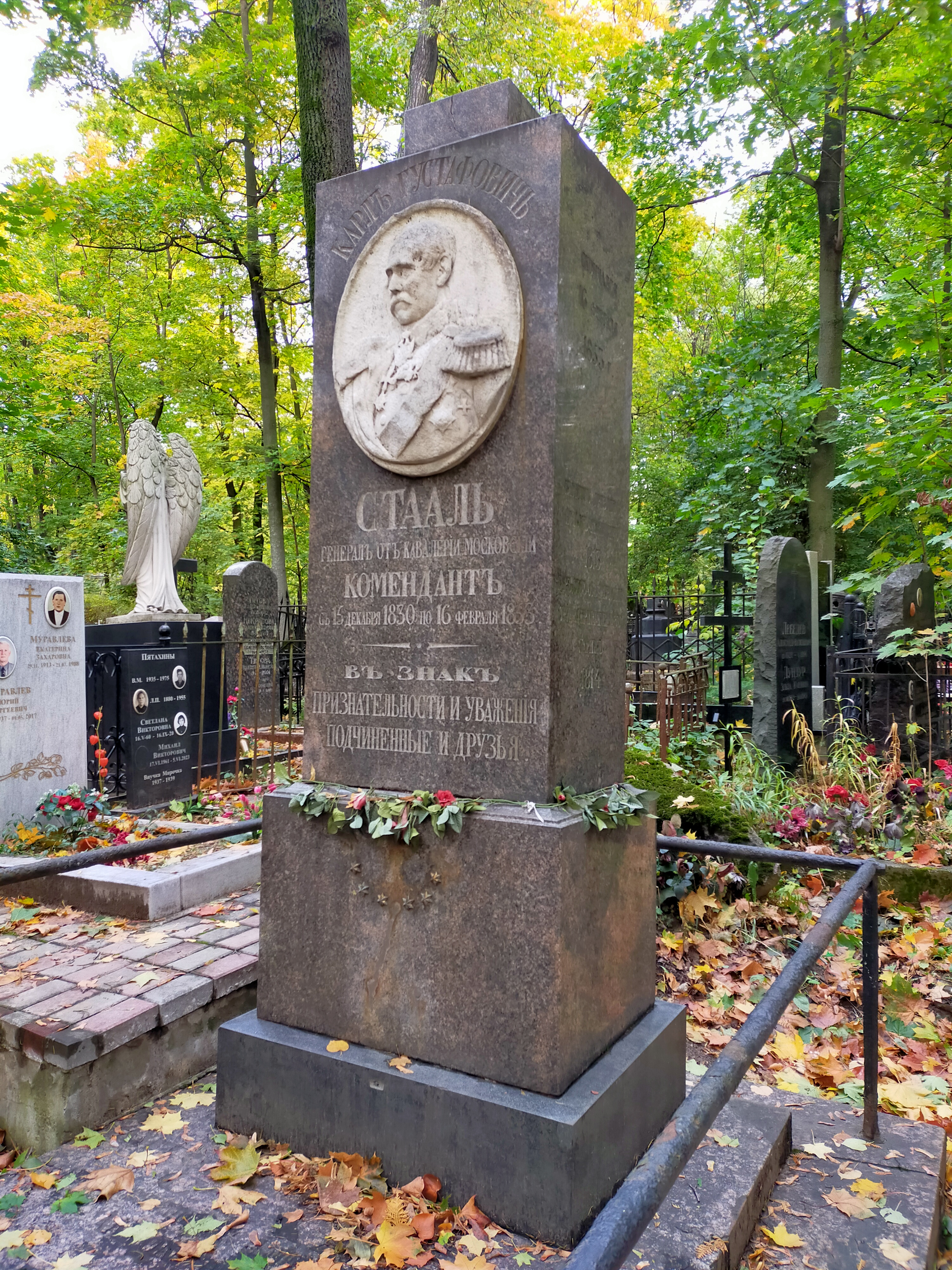
Могила Карла Сталя на Введенском кладбище

В том же году за сражение при Прейсиш-Эйлау и за отбитие у неприятеля пяти орудий обескровленного в сражении Черниговского пехотного полка был удостоен второго Высочайшего рескрипта на орден Св. Владимира и от короля прусского на орден «Pour le mérite». В декабре 1809 года вместе с прапорщиком Василием Богушевским был командирован на «мызу Стрельна» «для узнания порядка службы» под руководством командующего всей кавалерией наследника-цесаревича великого князя Константина Павловича на восемь месяцев.
В 1810 году произведён в подполковники, с переводом за отличие во вновь сформированный Лейб-гвардии драгунский полк, а в следующем году назначен адъютантом к Константину Павловичу и произведён в полковники.
Во время нашествия Наполеона на Россию, а затем во время преследования французских войск до Парижа участвовал в делах и сражениях при Лютцене, Бауцене и Дрездене, в разгроме французского корпуса под Кульмом, когда лично арестовал взятого в плен генерала Вандама, в генеральной битве под Лейпцигом, за отличие в которой произведён был в генерал-майоры и назначен командиром кирасирской бригады, в более или менее крупных стычках уже в пределах Франции — при Бриенне, Труа, Равильоне, Бар-сюр-Об, Фершампенуазе и, наконец, во взятии Парижа.
Продолжительный поход с его трудностями и лишениями отразился на здоровье Сталя, и на родину он вернулся с расшатанными силами. Назначенный в 1818 году генерал-интендантом 2-й армии, в следующем году принужден был оставить службу. Выйдя в отставку, он поселился в своём имении, Полтавской губернии, Кременчугского уезда, где и прожил до 1827 года, когда, вынуждаемый отчасти неблагоприятными материальными обстоятельствами, снова поступил на службу, занял пост начальника одной из губерний южной России и был пожалован в генерал-адъютанты великого князя Константина.
В 1830 году был назначен московским комендантом, и в этой должности много содействовал прекращению волнений во время холеры в 1830 году в Москве и других местах, председательствуя между прочим в комитете, обсуждавшем меры борьбы с эпидемией. В 1840 году был назначен сенатором общего собрания московских департаментов, а в 1844 году произведён в генералы от кавалерии.
Скончался 16 (28) февраля 1853 года на 76-м году жизни и на 68 году службы. Похоронен на Введенском кладбище (4 уч.).

## Награды
- Орден Святого Владимира 4-й степени с бантом (26 апреля 1807)[11],[12]
- Орден Святого Георгия 4-й степени (7 августа 1807)[11]
- Орден Святого Владимира 3-й степени (24 сентября 1813)[13]
- Орден Святой Анны 1-й степени (20 февраля 1814); императорская корона к ордену (22 октября 1834)[11],[14]
- Орден Святого Владимира 2-й степени (8 ноября 1831)[11],[15]
- Орден Белого орла (9 сентября 1839)[11],[14]
- Орден Святого Александра Невского (14 марта 1846); алмазные украшения к ордену (1849)[11]
- Знак отличия беспорочной службы за XXXV лет (1848)[11]

Иностранные:
- прусский Орден «Pour le Mérite» (1807)[11]
- прусский Кульмский крест (1813)[11]
- баварский Военный орден Максимилиана Иосифа, рыцарский крест (1814)[11]
- австрийский Императорский орден Леопольда, рыцарский крест (1814)[11]